# André Declerck
André Declerck (* 27. August 1919 in Koekelare; † 13. September 1967 in Roeselare) war ein belgischer Radrennfahrer und nationaler Meister im Radsport.

## Sportliche Laufbahn
1939 gewann er einen nationalen Titel, als er die Meisterschaft im Straßenrennen der Unabhängigen für sich entscheiden konnte. Ebenfalls 1939 gewann er das Rennen Gent–Wevelgem vor Frans Van Hellemont. Zuvor hatte er 1938 die Flandern-Rundfahrt für Amateure gewonnen. 1943, im Zweiten Weltkrieg wurde er Berufsfahrer. 1949 gewann den Omloop Het Volk vor Frans Leenen, den Internationalen Sluitingsprijs, eine Etappe der Belgien-Rundfahrt (1948 hatte er zwei Etappen gewonnen), den Omloop der Vlaamse Gewesten sowie zwei Tagesabschnitte der Marokko-Rundfahrt. 1950 konnte er den Erfolg im Rennen Omloop Het Volk wiederholen. 1951 war er im Rennen Kuurne–Brüssel–Kuurne erfolgreich. Er startete bei allen Monumenten des Radsportes und konnte dabei 1951 beim Sieg von Antonio Bevilacqua Vierter im Rennen Paris–Roubaix werden. 1948 war er am Start der Tour de France, schied jedoch vorzeitig aus.